# Spada a tazza

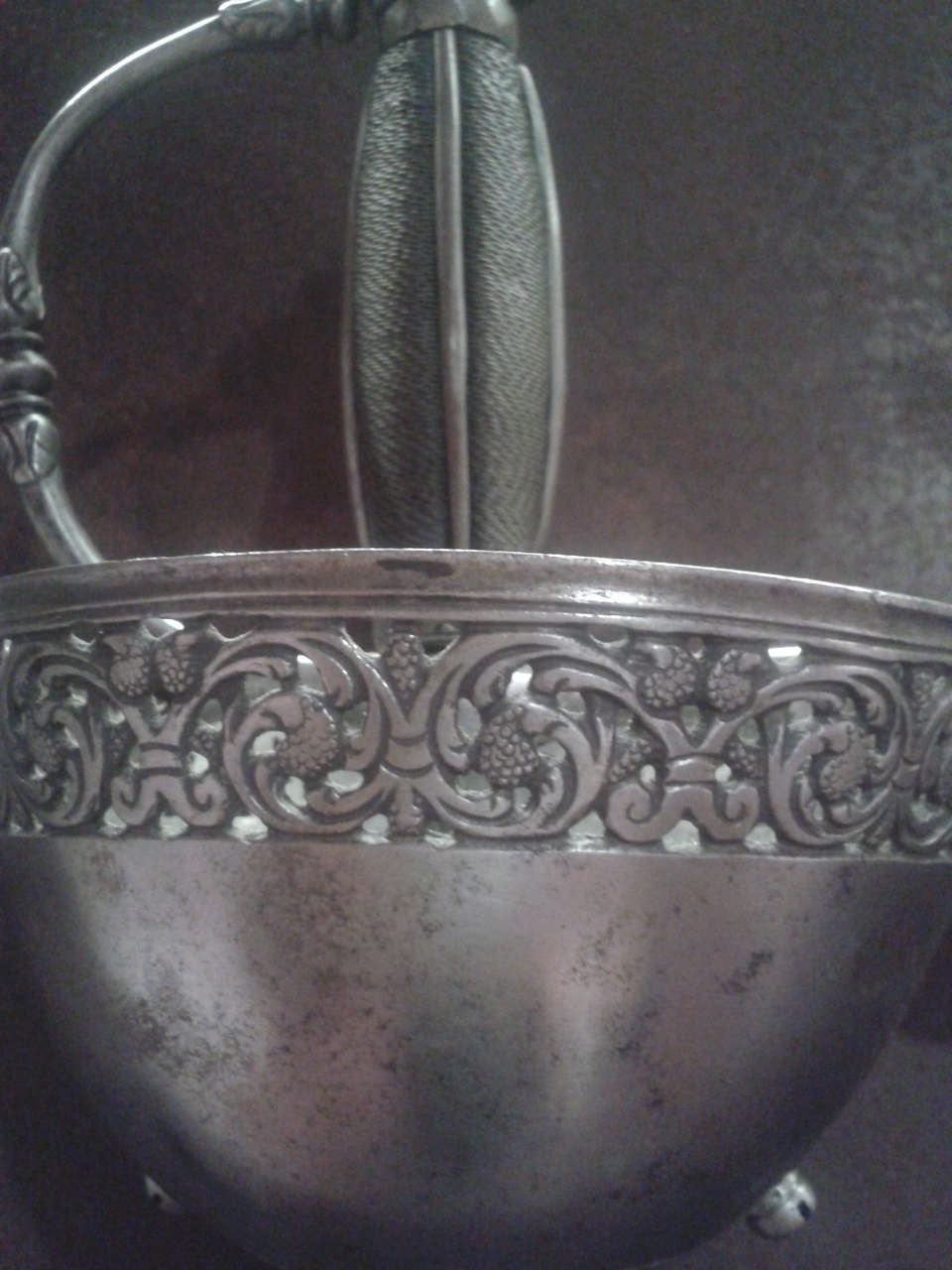
Elsa - spada a tazza

La spada a tazza è una tipica arma bianca dell'esercito mamelucco. Prese piede in occidente durante il periodo che va dal 1650 al 1700 circa, quando l'impero turco controllava buona parte del Mediterraneo.
Era costituita da una lama sottile e flessibile, che si ripiegava più volte su se stessa. La lama veniva poi inserita nel fodero, costituito da una tazza, o un recipiente atto a contenere liquidi, molto spesso una tazzina decorata. L'impugnatura dell'arma corrispondeva al manico della tazzina. L'aspetto di quest'arma era camuffato per non destare sospetti, e veniva sguainata nel momento opportuno per effettuare un attacco a sorpresa.